# Hogna constricta
Hogna constricta là một loài nhện trong họ Lycosidae.
Loài này thuộc chi Hogna. Hogna constricta được Frederick Octavius Pickard-Cambridge miêu tả năm 1902.